# Parque Estadual da Pedra Branca
Parque Estadual da Pedra Branca är en park i Brasilien.   Den ligger i delstaten Rio de Janeiro, i den sydöstra delen av landet, 900 km sydost om huvudstaden Brasília. Parque Estadual da Pedra Branca ligger 191 meter över havet.
Terrängen runt Parque Estadual da Pedra Branca är kuperad.Trakten är tätbefolkad. Närmaste större samhälle är Barra da Tijuca, 13,4 km öster om Parque Estadual da Pedra Branca. 
Runt Parque Estadual da Pedra Branca är det i huvudsak tätbebyggt.